# Поляков Сергій Васильович
Сергій Васильович Поляков (нар. 23 січня 1953, село Оленівка, Волноваський район, Донецька область) — український політик, кандидат сільськогосподарських наук, доктор філософії в галузі державного управління, заслужений працівник с. г. України, відмінник освіти.
Кандидат технічних наук; колишній народний депутат України. Директор Відокремленого структурного підрозділу «Немішаївський фаховий коледж НУБіП України».

## Біографія
Народився 23 січня 1953 року у селі  Оленівка Волноваського району Донецької області.

## Родина
- Батько - Василь Іванович -  гірничій майстер шахтоуправління «Ударник».
- Мати - Галина Прокопівна - пенсіонерка.
- Дружина - Елеонора Григорівна - помічник - консультант народного депутата України.
- Дочка - Юлія.

## Освіта
1971 - 1977 рр. - Закінчив Харківський інженерно - економічний інститут, гірничій факультет, гірничій інженер - економіст.
1987 року - Вища партійна школа при ЦК КПУ . Кандидатська дисертація «Оптимальний розвиток і розміщення шахт в торезько - сніжнянському регіоні Донбасу» 1995 року.

## Кар`єра
- Вересень 1970 року по серпень 1971 року -  слюсар електромеханічного відділу.
- Серпень - листопад 1971 року - підземний електрослюсар шахтоуправління № 9 комбінату «Торезанрацит».
- Грудень 1971 року по  липень 1972 року -  слухач підготовчого відділу.
- Серпень 1972 року по липень 1977 року -  студент гірничого факультету Харківського інженерно - економічного інституту.
- Серпень - листопад 1977 року -  дільничний гірничий нормувальник шахти № 3-біс ВО «Торезантрацит».
- Листопад 1977 року по  травень 1979 року - служба в армії.
- Червень 1979 року по березень 1982 року - дільничний гірничий нормувальник.
- Березень 1982 року по жовтень 1983 року - начальник відділу організації праці та зарплати.
- Листопад 1983 року по вересень 1985 року - секретар парткому шахти № 3-біс ВО «Торезантрацит».
- Вересень 1985 року по серпень 1987 року - слухач Вищої партійної школи при ЦК КПУ.
- Серпень 1987 року по січень 1989 року -  головний економіст шахтоуправління «Волинське»,
- Лютий -  серпень 1989 року - директор шахти «Волинська» ВО «Торезантрацит».
- Серпень 1989 року по  жовтень 1990 року -  перший секретар Торезького міськкому КПУ.
- Жовтень 1990 року по липень 1994 року - голова Торезької міськради народних депутатів Донецької області.
- 1 грудня 1995 року по 18 липня 1996 року -  Міністр вугільної промисловості України.
- 18 липня 1996 року по  14 травня 1997 року -  голова Донецької облдержадміністрації.
- Травень 1997 року по квітень 1999 року - голова політико-економічної ради Донецької обласної організації Всеукраїнського об'єднання «Громада».
- 2002 - 2003 рр. -  член наглядової ради ВАТ "Київський дослідно - експериментальний завод «Вугілля».
- 15 липня по  30 вересня 2003 року - Міністр екології України.
- 30 вересня 2003 року по  3 лютого 2005 року - Міністр охорони навколишнього природного середовища України.

Березень 2006 року - кандидат в народні депутати України від Виборчого блоку «Євген Марчук — Єдність», № 12 в списку. На час виборів -  заступник директора ТОВ «Полмар ЛТД», член УП «Єдність».
Народний депутат України 3-го скликання з березня 1998 року до квітня 2002 року від Всеукраїнського об'єднання «Громада», № 9 в списку. Член фракції «Громада» травень 1998 року по  березень 1999 року, позафракційний березень - квітень 1999 року. Член групи «Трудова Україна» квітень -  листопад 1999року.
Член фракції СДПУ(О) листопад 1999  року по  листопад 2001 року .
Член фракції партії «Єдність» з листопада 2001 року. Секретар Комітету з питань паливно-енергетичного комплексу, ядерної політики та ядерної безпеки з липня 1998 року.
Був членом Народно - демократичної партії.
Почесна грамота Кабінету Міністрів України - серпень 2004 року. Орден «За заслуги» III ступеня жовтень 2004 року.
Захоплення - історична література.